# Shahrzad Mojab

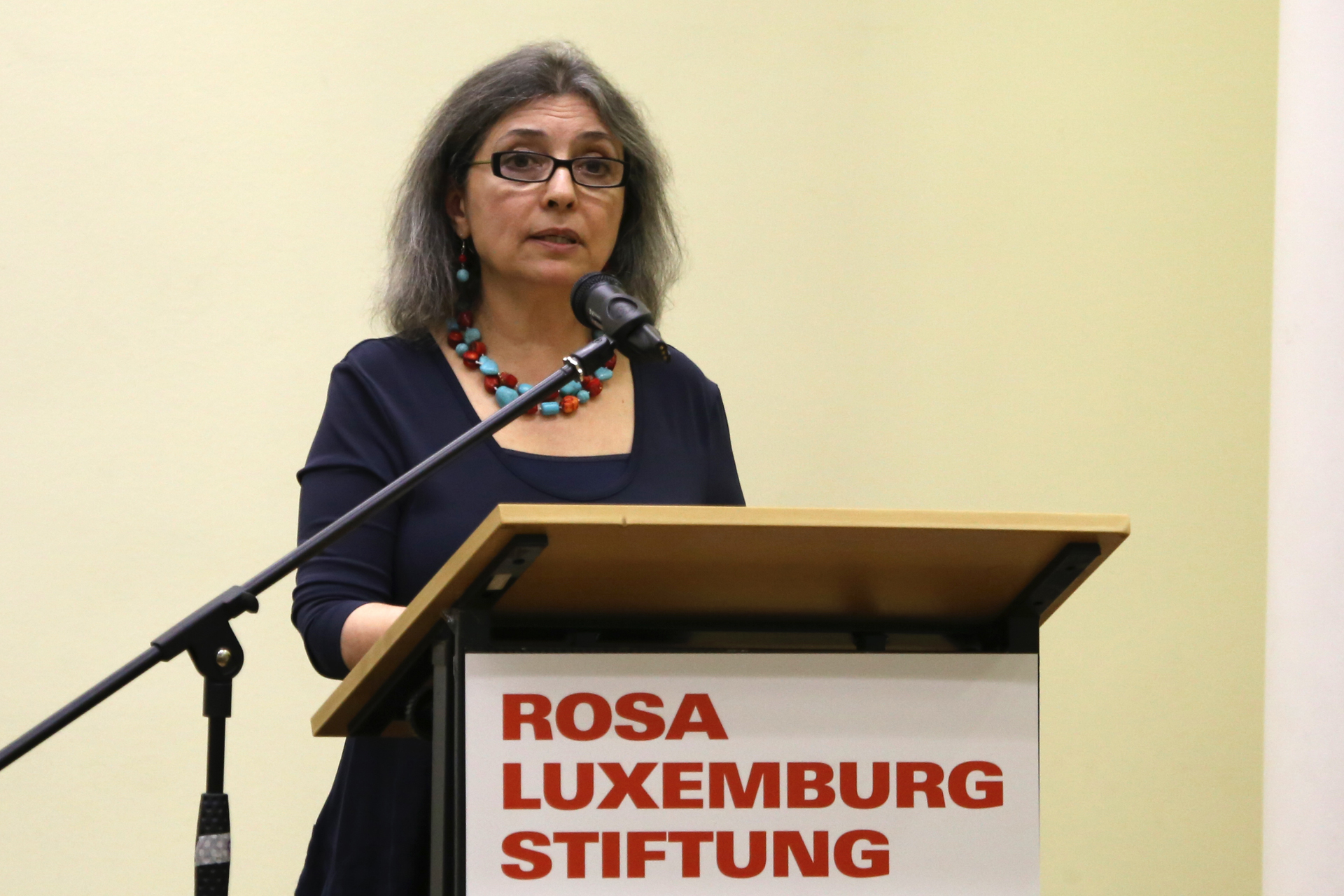
Shahrzad Mojab (2015)

Shahrzad Mojab född 1954 i Shiraz, i Iran, är en iransk-kanadensisk forskare och författare som är verksam vid University of Toronto. Hon har bland annat givit ut boken Violence in the Name of Honour (2004). Hennes forskning rör sig kring ämnena kvinnostudier, feministisk teori, immigrerade kvinnor och krigs påverkan på kvinnor.
Mojab tog 1977 en kandidatexamen i engelska i Iran 1977 och en magisterexamen i jämförande pedagogik och administration för vuxenutbildning 1979. Efter iranska revolutionen 1979 engagerade hon sig i kvinnorörelsen, studentrörelsen och den kurdiska rörelsen. 1983 flydde hon från Iran till Kanada. Hon tog 1991 en doktorsexamen (Ph.D.) i utbildningspolicy och kvinnostudier vid University of Illinois at Urbana-Champaign. Sedan 1996 är hon verksam vid University of Toronto.